# Richard Dean Parsons
Richard Dean Parsons (* 4. April 1948 in Brooklyn, New York City, USA; † 26. Dezember 2024 in Manhattan, New York City, USA) war ein US-amerikanischer Manager und CEO von Time Warner.
Er studierte an der University of Hawaii und machte eine rechtliche Weiterbildung an der Union University’s Law School.
Er wurde Rechtsberater für Nelson Rockefeller, ab 1974 Berater im Weißen Haus unter Präsident Ford und hatte verschiedene Positionen im Staats- und Unionsdienst inne. 1977 ging er zurück nach New York und wurde zwei Jahre später Partner in der Anwaltskanzlei  Patterson, Belknap, Webb & Tyler. 1988 wurde er von Harry W. Albright Jr als Chairman und CEO rekrutiert für die Dime Bancorp, Inc., eine der größten Vermögensberatungen der USA (2002 übernommen von Washington Mutual). 1991 wurde er auf Empfehlung von Laurance Rockefeller Mitglied der Führungsetage bei Time Warner, wo er 1995 Präsident wurde. 2000 half er bei der Fusion mit AOL. 1999 wurde er in die American Academy of Arts and Sciences gewählt.
Im Dezember 2001 wurde er Nachfolger von Gerald Levin auf der Position des CEO von AOL Time Warner. Er saß außerdem in Aufsichtsräten u. a. der Citigroup, von Estée Lauder, des Museum of Modern Art und der Howard University. Im Mai 2014 übernahm Parsons interimsweise das Präsidentenamt beim in die Schlagzeilen geratenen Basketballklub Los Angeles Clippers. Seit 2012 saß Parsons im Aufsichtsrat der Investment-Boutique Lazard, 2018 stieg er zum „Lead Indepedent Director“ innerhalb dieses Gremiums auf. 
Wie sein Freund Ronald S. Lauder gegenüber der Zeitung New York Times verlauten ließ, war die Ursache für Parsons’ Tod Knochenkrebs.